# Khadga Prasad Oli
Khadga Prasad Sharma Oli (Terhathum, 22 de fevereiro de 1952), geralmente conhecido como KP Oli, é um político nepalês e atual primeiro-ministro do Nepal desde 15 de julho de 2024. Também atuou como 3.8º primeiro-ministro entre 12 de outubro de 2015 e 4 de agosto de 2016, sendo também o primeiro chefe de governo sob a nova Constituição aprovada no país.
Em 15 de fevereiro de 2018, foi nomeado, mais uma vez, ao cargo de primeiro-ministro pela presidente do Nepal, Bidhya Devi Bhandari, após a renúncia de Sher Deuba.
Nas eleições gerais de 2022, seu partido se tornou o segundo maior partido na Câmara dos Representantes. Oli foi reeleito em Jhapa 5 com uma maioria de mais de 29 mil votos. Após o fracasso das negociações de partilha de poder dentro da aliança governante, Oli e Pushpa Kamal Dahal mediaram um acordo, apoiando a candidatura de Dahal como primeiro-ministro. O Partido Comunista do Nepal (Marxista-Leninista Unificado) (PCN-MLU) retirou-se do governo de coalizão antes das eleições presidenciais em março de 2023, mas juntou-se a Dahal novamente em março de 2024.
Após divergências com o primeiro-ministro e outros parceiros da coalizão sobre o orçamento anual e citando a necessidade de um governo estável de consenso nacional, Oli e Deuba, do Congresso do Nepal, concordaram em 1 de julho de 2024 em formar um governo rotativo com os dois presidentes dos partidos servindo por tempo igual como primeiro-ministro. O PCN-MLU retirou o seu apoio ao governo de Dahal e, após o fracasso de uma moção de confiança a Dahal na Câmara em 12 de julho, Oli foi nomeado primeiro-ministro para um quarto mandato em 14 de julho como parte de uma coalizão com o Congresso do Nepal e empossado no dia seguinte.